# Stadio Jean Dauger
Lo stadio Jean Dauger (in francese Stade Jean-Dauger) è un impianto sportivo francese di Bayonne.
Dedicato principalmente al rugby, fu inaugurato nel 1935 e dal 1941 è la sede degli incontri interni del locale club dell'Aviron Bayonnais.
Dopo alcune ristrutturazioni ed estensioni, è capace di ospitare circa 17 000 spettatori e fu tra gli impianti che accolsero gare della Coppa del Mondo di rugby 1991 co-ospitata dalla Francia.

## Storia
Il primo stadio dell'Aviron Bayonnais era ad Hardoy, una zona di Anglet, comune confinante con Bayonne: tale impianto fu inaugurato nel 1909 e allestito con tribune in legno riadattate da un vicino campo d'aviazione.
La crescita delle squadre di rugby nella zona, cinque su due soli impianti, portarono la municipalità di Bayonne a costruire un nuovo impianto, e nel 1928 fu acquisito un terreno dal demanio militare in zona Saint-Léon su cui furono previsti due campi da rugby, uno dei quali per allenamento, una pista ciclistica, campi da tennis e una tribuna.
Il 21 settembre 1935 il nuovo complesso, ancora incompleto, fu inaugurato con il nome di Parc des Sports de Saint-Léon e divenne il terreno interno dell'AS Bayonne, mentre l'Aviron continuò a giocare ad Anglet per motivi soprattutto ideologici: il presidente André Frois non intendeva pagare l'affitto a una municipalità di orientamento radical-socialista.
Tuttavia nel 1940, con l'incedere della seconda guerra mondiale, fu annunciata la chiusura definitiva dello stadio di Anglet per ragioni di sicurezza nazionale (tre anni prima di fianco all'impianto era stata costruita un'officina aeronautica militare della Bréguet, oggi Dassault), e il 28 aprile di quello stesso anno, 12 giorni prima dell'invasione tedesca della Francia, Hardoy chiuse i battenti per sempre e l'Aviron Bayonnais si trasferì in condominio con l'AS Bayonne dalla stagione successiva.
Nel 1942 tre club, incluso uno di rugby a XIII, si fusero sotto le insegne della Société Nautique de Bayonne Association Sportive Côte Basque Réunies; dopo la guerra la compagine di rugby a XIII riprese la sua autonomia, mentre di fatto l'AS Bayonne rimase dormiente per vent'anni e si ricostituì a La Floride, altro campo cittadino, nel 1962.
Di conseguenza l'Aviron Bayonnais rimase di fatto l'unico occupante dello stadio che, nel 1959 in occasione di una semifinale di campionato tra Lourdes e Racing Club, conobbe il suo record d'affluenza di 23 936 spettatori.
Nel 1991 lo stadio fu tra quelli scelti per ospitare un incontro della Coppa del Mondo di rugby 1991 cui la Francia prestò supporto logistico agli organizzatori inglesi.
Nel 1999 fu eliminata la pista ciclistica, ormai inutilizzabile da quasi vent'anni e che tra il 1938 e il 1968 aveva ospitato arrivi di tappa al Tour de France; al suo posto fu inaugurata una pista d'atletica; nel frattempo lo stadio aveva assunto il nome di Jean Dauger, ex rugbista attivo a Bayonne morto nel 1999.
Tra il 2004 e il 2006 furono avviati lavori di ampliamento della tribuna e degli spogliatoi, con innalzamento della capienza a sedere a circa 12 000 spettatori; ulteriori lavori tra il 2009 e il 2010 hanno permesso l'ampliamento di circa 5.000 posti portando la capacità totale a 16 934, di cui 10 733 a sedere.

## Incontri internazionali
| Arbitro: | Kerry Fitzgerald |

|                    |      |            |
| Stewart 20’        | mt   |            |
| Rees 35’, 62’, 72’ | c.p. |            |
|                    | drop | 13’ Serevi |